# Heidchengraben
Der Heidchengraben ist ein Meliorationsgraben und Zufluss des Holbecker Seegrabens auf der Gemarkung der Gemeinde Nuthe-Urstromtal im Landkreis Teltow-Fläming in Brandenburg. Der Graben beginnt in einem kleinen Waldgebiet westlich des Nuthe-Urstromtaler Ortsteils Stülpe und verläuft auf rund 1,4 km in vorzugsweise südsüdwestlicher Richtung auf den Dorfkern zu. Im historischen Ortskern zweigt er nach Norden, verläuft westlich einer Eichenallee auf das Gutshaus Stülpe zu und entwässert dort in den Holbecker Seegraben.